# 1792 na música

## Nascimentos
| Data            | Nome               | Profissão                | Nacionalidade | Observações | Ref |
| --------------- | ------------------ | ------------------------ | ------------- | ----------- | --- |
| 29 de Fevereiro | Gioacchino Rossini | compositor               | Itália        | m. 1868     |     |
|                 | Matteo Carcassi    | compositor e guitarrista | Itália        | m. 1853     |     |

## Mortes
| Data | Nome | Profissão | Nacionalidade | Observações | Ref |
| ---- | ---- | --------- | ------------- | ----------- | --- |